# 寺坪镇 (保康县)
寺坪镇，是中华人民共和国湖北省襄阳市保康县下辖的一个乡镇级行政单位。

## 行政区划
寺坪镇下辖以下地区：
岗子村、庹家坪村、瓦房滩村、台子包村、简家坪村、寺坪村、蒋口村、稻场坪村、大畈村、皮家坡村、茶树坪村、李家湾村、大河洼村、台口村、七里匾村、天子坪村、三尖山村、升石坪村、峡口村、龙凤村、宦家坪村、樟木沟村、罗家湾村、砂坪村、蒋峪村和金堂村。